# Víctor Barberà
Víctor Barberà, né le 20 août 2004 à Barcelone en Espagne, est un footballeur espagnol qui évolue au poste d'avant-centre au FC Barcelona Atlètic.

## Biographie

### En club
Né à Barcelone en Espagne, Víctor Barberà commence le football au CE Sant Gabriel (en). Il joue pour le CF Damm (en) avant d'être est formé par le FC Barcelone. Il se fait remarquer dès sa première saison au club avec l'équipe de Juvenil B du club en terminant meilleur buteur de la ligue avec 19 ans buts. Il se fait remarquer la saison suivante en UEFA Youth League en réalisant un triplé face aux jeunes du Bayern Munich (3-3 score final).
Après avoir résilié son contrat avec le FC Barcelone, Víctor Barberà rejoint librement le Club Bruges à l'été 2023. Le transfert est annoncé le 14 juin 2023.
Il joue son premier match de Division 1A, la première division belge, le 10 février 2024 face au KAS Eupen. Il entre en jeu à la place d'Antonio Nusa et son équipe s'impose par quatre buts à zéro.
Víctor Barberà est sacré champion de Belgique lors de la saison 2023-2024.

### En sélection
Víctor Barberà est appelé en septembre 2022 avec l'équipe d'Espagne des moins de 19 ans. Avec cette sélection il participe au championnat d'Europe des moins de 19 ans en 2023. Lors de ce tournoi organisé à Malte, il marque quatre buts en trois matchs. Son équipe se hisse jusqu'en demi-finale, battue par l'Italie (2-3 score final). Avec ses quatre buts il termine meilleur buteur de la compétition.

## Palmarès
Club Bruges
- Championnat de Belgique (1) :
  - Champion : 2023-2024.